# Błagowo (obwód Szumen)
Błagowo (bułg. Благово) – wieś w północno-wschodniej Bułgarii, w obwodzie Szumen, w gminie Szumen. Według danych Narodowego Instytutu Statystycznego, 31 grudnia 2011 roku wieś liczyła 98 mieszkańców.
Błagowo podlega administracyjnie pod obszar wsi Ilija Błyskowo.